# Charles P. Conrad
Charles "Pete" Conrad, Jr, född 2 juni 1930, död 8 juli 1999, var en amerikansk astronaut. Under sin karriär som astronaut hann han med att sätta ett nytt högflygningsrekord, gå på månen samt tjänstgöra ombord på rymdstationen Skylab. Han blev uttagen i astronautgrupp 2 17 september 1962, en grupp om 9 personer.
Han omkom i sviterna från en motorcykelolycka.

## Geminifärderna
Den första färden genomförde Conrad tillsammans med rymdflygarveteranen L. Gordon Cooper från Mercury 9 ombord på Gemini 5 i augusti 1965. Det var den tredje bemannade färden med Gemini och satte två rekord. Det första var höghöjdsflygning ovanför jordens yta och det andra var färdens längd.
Den andra färden var med Richard F. Gordon ombord på Gemini 11 i september 1966. Målet med den färden var att genomföra en snabb dockning så fort man hade kommit i omloppsbana runt Jorden. Det för att träna inför dockning efter att månlandarens retursteg hade återkommit till omloppsbana runt månen för att återförenes med service- och kommandokapseln.

## Apollofärden
Den tredje färden genomförde Conrad som befälhavare för den andra bemannande månlandningsfärden Apollo 12 i november 1969. Den färden gjorde Conrad ihop med Richard F. Gordon som han flög ihop med ombord på Gemini 11. Ombord på service- och kommandokapseln befann sig Gordon medan Conrad och Alan L. Bean åkte ner och genomförde den andra bemannade månlandningen.

## Skylabfärden
Den fjärde färden Conrad gjorde blev med Skylab 2 som blev den första bemannade färden till rymdstationen Skylab. Den färden gjorde han tillsammans med Joseph P. Kerwin och Paul J. Weitz.

## Rymdfärdsstatistik
| Färd      | Datum                  | Tid        | EVA     | LEVA    |
| --------- | ---------------------- | ---------- | ------- | ------- |
| Gemini 5  | 21 - 29 augusti 1965   | 190:55:14  | 0:00:00 | 0:00:00 |
| Gemini 11 | 18 - 15 september 1966 | 71:17:08   | 0:00:00 | 0:00:00 |
| Apollo 12 | 14 - 24 november 1969  | 192:03:23  | 0:00:00 | 7:45:18 |
| Skylab 2  | 25 maj - 22 juni 1973  | 672:49:49  | 5:01:00 | 0:00:00 |
| Totalt    | Totalt                 | 1127:05:34 | 5:01:00 | 7:45:18 |